# تشنغاز (بايين خيابان ليتكوة)
تشنغاز (بالفارسية: چنگاز) هي قرية تقع في إيران في قسم بایین خیابان لیتکوة الريفي. يقدر عدد سكانها بـ 663 نسمة بحسب إحصاء 2016.